# Infern - Cant Primer
El primer cant de l'infern és l'inici de la Divina Comèdia escrita per Dante Alighieri entre el 1304 i el 1321 segons els diferents comentaristes, en què el protagonista es disposa a iniciar un viatge per l'inframon guiat per l'ànima del poeta Virgili. El poema està escrit en tercets encadenats de versos hendecasíl·labs en llengua vulgar florentina. De les diferents versions modernes en català, en aquest article s'ha utilitzat la de Joan Francesc Mira (en vers lliure i prosa publicada per Proa en l'any 2000 i després el 2010 per Edicions 62).
En aquest primer cant el poeta, després de trobar-se perdut en una selva (del pecat) per haver-se apartat del camí recte, es disposa a iniciar el viatge per l'infern. En aquest capítol apareixen els tres animals (pantera, lleó, lloba) símbol dels vicis luxúria, supèrbia, enveja, que li impedeixen el pas. Situació que només superarà amb l'aparició de l'ombra de Virgili que és el personatge designat per guiar-lo per l'Infern i el Purgatori, ja que al Paradís on no li és permès entrar, el guiarà Beatriu. El primer cant de l'Infern de Dante Alighieri serveix de pròleg a tot el poema, i té lloc a la selva i després a la pujada que porta al turó; estem en la nit del 7 al 8 abril 1300 (Divendres Sant), o d'acord amb altres comentaristes entre 24 i 25 març 1300 (aniversari de l'Encarnació de Crist).

## Síntesi
Dante té trenta-cinc anys (en el mig, és a dir, la meitat de la seva vida) quan es troba, després d'haver perdut el "camí correcte" (la recta via), en un bosc fosc, al·legoria de la perdició i el pecat. Com més camina, aquest camí es torna més ombrívol, fosc i aterridor. En un moment donat, a la tarda, s'adona que s'ha perdut i ja no pot sortir. Així que decideix passar la nit allà. Al matí, Dante s'adona que el desperten els raigs del sol, que representen encara que al·legòricament, la presència de Déu en la Divina Comèdia. Així que gràcies a la llum del sol que li dona valor, força i energia; decideix continuar explorant. "En arribar però al peu d'un puig", tot just començat l'ascens del turó, tres feres (una pantera de pell jaspiada, un lleó amb el cap ben alt i amb fam voraç i una lloba que, per la seva magror, semblava : "com si carregara totes les enveges,") obstaculitzen el seu camí; tant és així que, havent perdut l'esperança d'arribar al cim, el poeta és rebutjat cap enrere a la vall de la perdició i cau del turó.
Tot d'una, però, veu una figura, a la que pregunta si es tracta d'un home de carn i ossos, o un esperit. Amb el cor encongit, demana ajut: és l'ànima de Virgili.

## Anàlisi del cant
=== La selva - vv. 1-12
| « | Nel mezzo del cammin di nostra vita / mi ritrovai per una selva oscura / ché la diritta via era smarrita. | » |

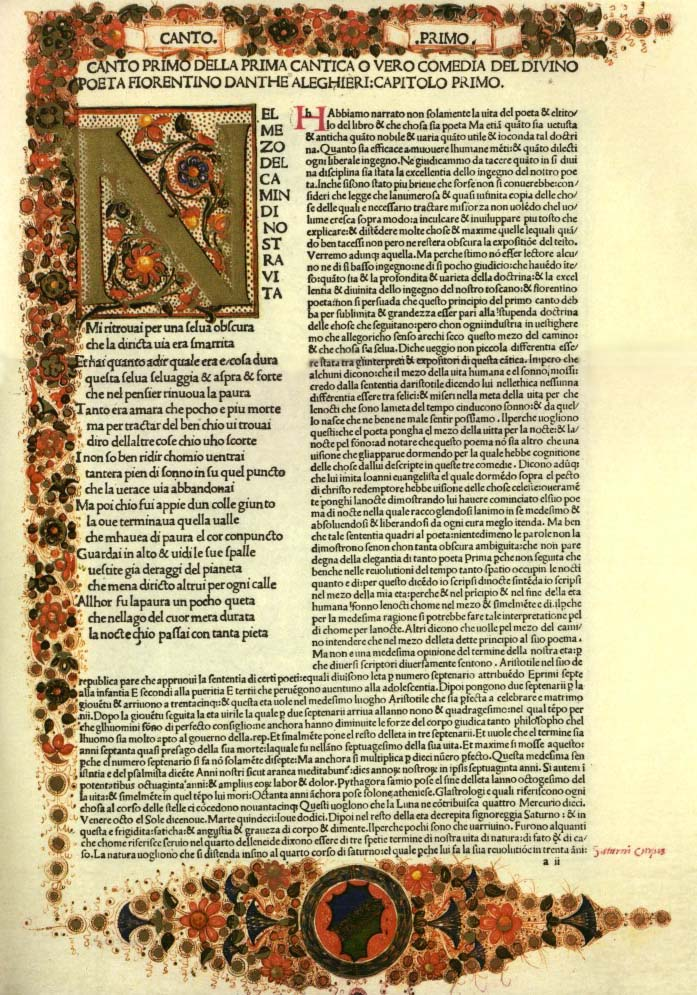
La primera pàgina de l'Infern en un incunable il·luminat

"A la meitat del camí de la vida / em vaig trobar dins d'una selva obscura / perquè havia deixat la recta via". En el primer vers de la Divina Comèdia, Dante ens presenta la seva experiència com si fos una experiència col·lectiva, utilitzant l'adjectiu "nostra" en lloc de meva. Per a ell la meitat de la vida d'un individu són els trenta-cinc anys, per considerar que la vida mitjana per a un home era de 70 anys (ho va escriure al Convivio, IV 23, 6-10, al seu torn, citant el Llibre dels Salms) i és per això que s'ha pogut deduir l'any del seu naixement, el 1265. Ell parla de fet en el 1300, un any molt simbòlic, en el que va tenir lloc el primer jubileu"; D'altra banda en aquest primer cant ja introdueix el tema del viatge de què tracta el poema. El primer vers es fa ressò d'un passatge bíblic del Llibre d'Isaïes (38,10): "Pensava, enmig dels meus dies me n'aniré, a les portes de l'infern seré retingut per la resta dels meus anys, no veuré mai més el Senyor a la terra dels vius ". Alguns crítics han avançat una teoria confirmada sobre el valor de l'adjectiu "nostra", que seria atribuït al desig de Dante de posar en els versos de la Comèdia la quantitat més gran possible de nocions culturals: l'adjectiu, de fet, podria ser referit a l'anomenada "teoria del gran any històric". Aquesta teoria es va argumentar de manera natural pels estoics en l'antiguitat: en la seva opinió, el temps de vida del món és de 1300 anys, al començament del qual, els planetes (per descomptat en la teoria geocèntrica) estaven perfectament alineats; segons aquesta teoria, per tant, quan, 13.000 anys més tard tornés a succeir, el món seria víctima d'un gran incendi del qual després es regeneraria una nova terra poblada d'una nova humanitat. La teoria de l'estoïcisme, per tant, situa Dante precisament en la meitat de l'any de 1300, per la qual cosa es pot dir que l'any 1300 és, per als estoics, el 6500é any des de la creació del món. S'afirmaria aquesta teoria escatològica sobre la base d'alguns càlculs complicats que s'explicarien dins de la Comèdia. D'acord amb aquests càlculs, i la teoria estoica "in sé i per sé", l'alineació dels planetes hauria de tenir lloc el 8 de juny de 2007. Aquell any no hi va haver cap incendi regenerador i final, però la presència d'una teoria procedent de la filosofia estoica en la Divina Comèdia és realment fascinant i ben fundada, tot i que la millor de les hipòtesis segueix sent la del Dante de trenta-cinc anys que, després de la mort de Beatriu, es troba en una selva feta no només de pecat i perdició, sinó també de gran i terrible dolor ===

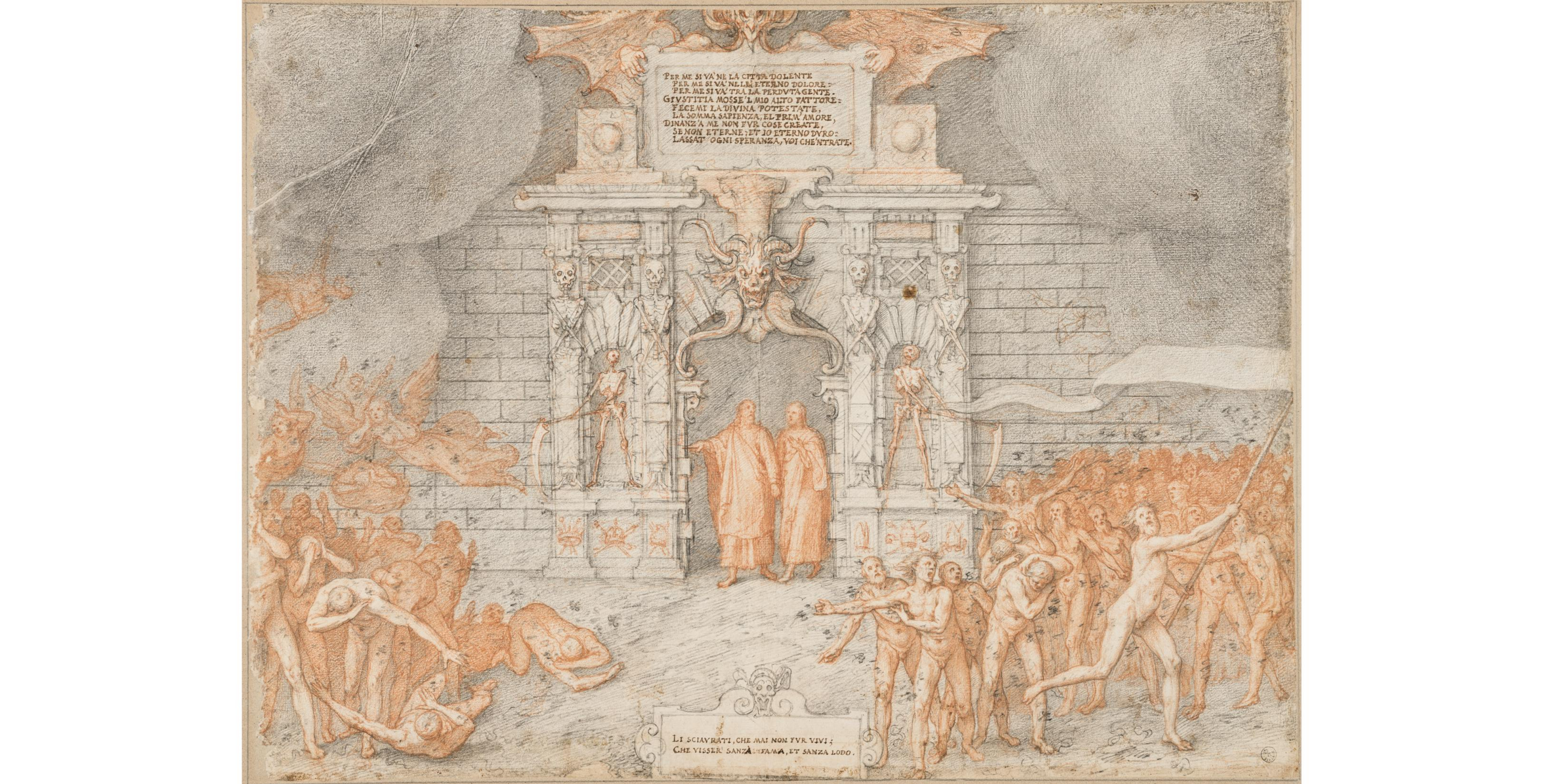
«La selva obscura » (I, vv. 1-2). Dibuix de Federico Zuccaro, 1586/8.

El relat comença en meitat de l'acció ("in medias res"), sense cap preàmbul. Això permet a Dante evitar alguns punts "incòmodes" de la narració, durant els quals fingeix no recordar les coses, es desmaia o fins i tot està absent intel·lectualment, encara que sempre hi és físicament. El poeta s'ha perdut en una selva fosca, en un sentit al·legòric: un moment difícil en la vida del poeta i, més en general, l'anomenada selva del pecat o de l'error. Conegut com a "cronotopo" (espaitemps), la selva fosca en la Comedia representa la perdició i l'error igual que en les faules populars. La "recta via" per la seva part representa clarament la justícia, i llavors, el cronotopo oposat (el contrari de "desviació") moral, espiritual, etc.
I quin dolor i quina por, és per al Dante-narrador (en el flashback amb el qual es conta tot el poema) recordar la "duresa" de la selva salvatge, intricada i difícil. Aquesta selva (o el pecat) era tan amarga que només la mort és una cosa una mica pitjor (entesa com la condemnació), però per parlar de les coses bones que el poeta es va trobar, es prepara a reviure aquella experiència: és el concepte de comèdia en si mateixa, que d'un inici dur i difícil es coronarà amb un final feliç. Dante no recorda bé com es va arribar a perdre, perquè una letargia dels sentits li va fer perdre el veritable camí (un cop més, és clar el sentit al·legòric sota el simple esdeveniment). Però, malgrat aquesta descripció negativa inicial, Dante ens diu que sempre hi ha una esperança de salvació: de fet, ell ha perdut la via recta ("smarrita"), però aquesta no s'ha perdut en el sentit de no poder tornar-la a trobar; això ens porta de nou al fet que aquesta obra segueix sent una "comèdia", amb inici negatiu (l'infern) i final positiu (el paradís).

### El turó il·luminat pel sol - vv. 13-60
En un determinat moment, Dante arriba al peu d'un turó ("la dolça muntanya" al v. 77), on acaba la selva (aquella vall), darrere del qual el sol està pujant; això calma una mica la seva ansietat. La llum simbolitza la Gràcia divina que il·lumina el camí humà, per tant el turó és un camí de salvació, alguns autors l'han interpretat com la felicitat terrenal a la qual tot home tendeix naturalment. Dante creu que pot arribar dalt del turó amb les seves forces i comença a perdre aquella por que li havia omplert el cor durant la nit passada tan llastimosament, "amb tant de dolor". Els versos de Dante (... al peu d'un puig.... Mirant amunt ...S'aquieta un poc, llavors, aquell espant .... vv. 13-19) recorden els d'un salm bíblic (CXX, 1): "Vaig aixecar els ulls a una muntanya des de la qual m'arribarà l'ajut".
El primer símil del poema està dedicat a aquesta sensació d'alleujament: com l'home que havent escapat del naufragi arriba amb dificultat a la platja i mira cap enrere per vigilar aquella aigua perillosa, així Dante es gira per veure el pas (camí) que mai deixà escapar persona viva.

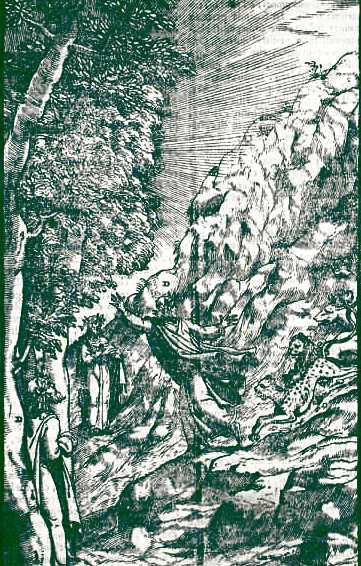
Alessandro Vellutello, la selva del pecat (1534)

Aquest últim passatge és una mica fosc perquè és ambigu, no queda clar si el subjecte és el pas o la persona, i en tot cas vol dir que ningú és immune davant el pecat i ningú pot sortir-se'n sense la llum de la Gràcia divina. Dante descansa per un moment i reprèn la pujada (amb una perífrasi, el peu més baix sempre més ferm que l'altre, és a dir, perquè el peu de pivot estava per sota del que avança en el pas). Tot just començada la pujada, apareix una pantera molt veloç, i àgil, coberta d'una pell tota clapada, que no es vol apartar del davant de Dante, més aviat el rebutja cap enrere, amb paronomàsies (jocs de paraules) indicant vacil·lació, transmet un tartamudeig simulat, de Dante espantat. La pantera, així com els altres animals que seguiran, són símbols de virtut o debilitats específiques, d'acord amb les indicacions del bestiari medieval, i en aquest cas tots els antics comentaristes coincideixen en presentar-la com un símbol de la luxúria o l'enveja (representant Florència).
Dante no diu si aquesta pantera s'acosta o fuig, però apunta una referència sobre l'hora: era l'hora, al principi del matí, en què el sol pujava amunt amb les estrelles (la constel·lació) que eren amb ell... en el moment de la Creació. La primera constel·lació del zodíac és Àries, així que és un temps prop de l'equinocci de primavera, moment propici de l'any, cosa que fa esperar a Dante que podrà evitar aquella fera de pelatge alegre o sigui a clapes. Segons la creença medieval, és en aquesta estació quan Déu va crear el món i va posar en moviment les constel·lacions amb tota la seva bellesa.
Però l'esperança desapareix immediatament per l'aparició d'un lleó, que sembla córrer vers Dante amb el cap alt i amb fam tan rabiosa, amb tal força que semblava que l'aire en tremolava. El lleó es coneix com un símbol d'orgull i altivesa. Immediatament també apareix una lloba, expressant amb el cos i en la magresa tota la seva cobdícia. Aquesta, segons Dante hauria fet desgraciada la vida de moltes altres persones, i se li acosta amb un aspecte tan aterridor que Dante perd tota esperança d'arribar al turó. La lloba és l'animal més perillós i és presentada com a símbol de la cobdícia (l'Església, que sempre vol més i més) - (i no, com diu la creença errònia, de l'avarícia; de fet, l'avarícia indica una tendència a guardar per a un mateix i no donar el que un ja té, l'avarícia, la luxúria o la cobdícia, indiquen la voluntat de tenir un bé en quantitat sempre major): la unió als bens terrenals és la més arrelada en l'home i la més difícil de superar. De fet Dante, com un avar o un jugador que compra tot fins que ho perd tot, ara se sent trist i desanimat, a causa de la bèstia sense pau, implacable. La lloba s'acosta a poc a poc i empeny Dante als indrets on calla el sol, és a dir, a la selva del pecat.
Uns autors indiquen que les tres bèsties són símbols de les tres categories dels pecats que es corresponen amb les àrees de l'Infern: Incontinència (pantera), violència (lleó) i frau (lloba). Altres fan una interpretació política dels poders desviats que governaven la Itàlia medieval: la lloba com la "Roma" papal (la "lloba capitolina"), el lleó com l'Imperi i la pantera com els prínceps feudals. No obstant això, de les tres feres, la lloba és la que ha causat més problemes d'interpretació: si alguns, com Singleton, l'associen al frau, altres grans comentaristes de Dante, com Gorni, l'identifiquen amb l'enveja. Dante, òbviament, es va basar en la idea de les feres d'un passatge bíblic del "Llibre de Jeremies" (V, 6): "Per això els mossega el lleó de la selva, el llop de les estepes causa estralls, el lleopard està a l'aguait a la vora de la seva ciutat: tots els que surtin seran trossejats, perquè els seus pecats s'han multiplicat, han augmentat les seves rebel·lions".

### Un espai espiritualitzat
En el primer cant l'espai es presenta d'acord amb l'oposició baix-alt (vall-turó), que es correspon amb l'antítesi de llum i foscor d'origen litúrgic: mostra l'eterna lluita entre el bé i el mal, entre el pecat i la Gràcia, de fet, es refereix a les paraules evangèliques de "Jesucrist: "Jo sóc la llum del món, qui em segueixi no caminarà a les fosques." (Joan 12). L'oposició espacial és també un indicador de la jerarquia moral pecat - salvació, "la selva obscura" (v. 2) es col·loca en el lloc més baix (basso loco v. 61), en comparació amb el turó que està en la part superior i s'il·lumina; la selva està desproveïda de llum, ja que no està il·luminada pel sol que a tots ens mena drets per la sendera (v. 18).

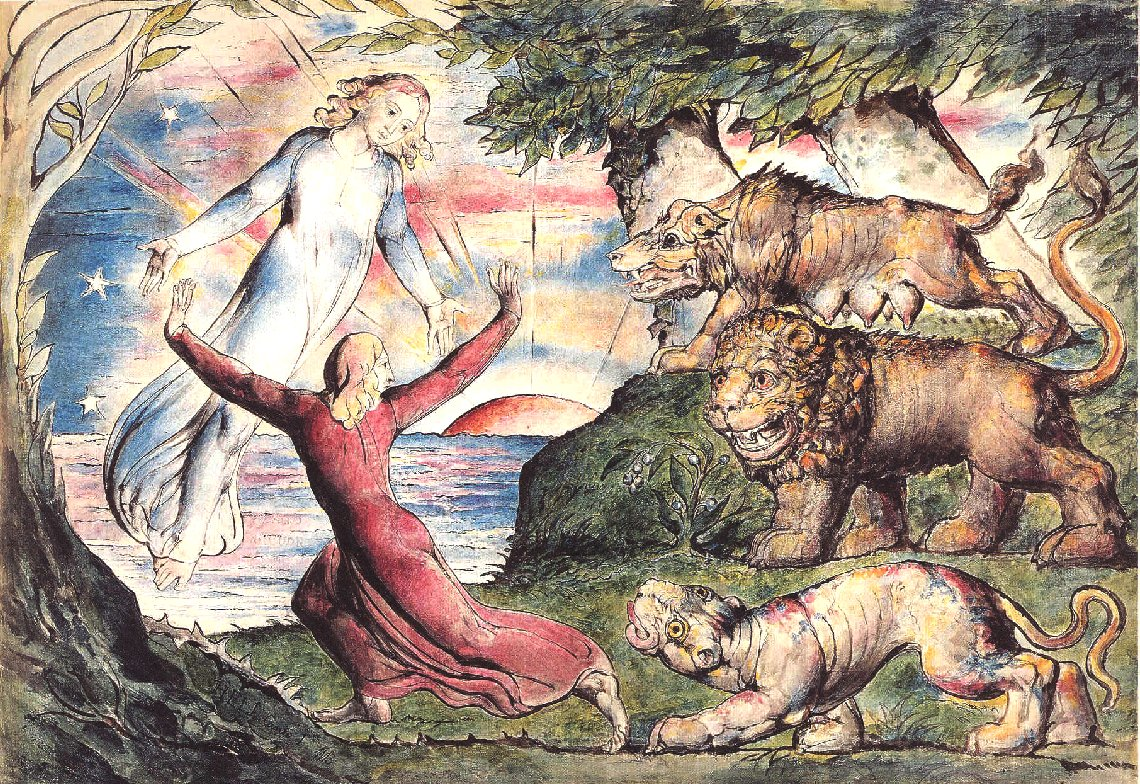
il·lustració
del Primer Cant de l' Infern de William Blake

### Aparició de Virgili - vv. 61-99

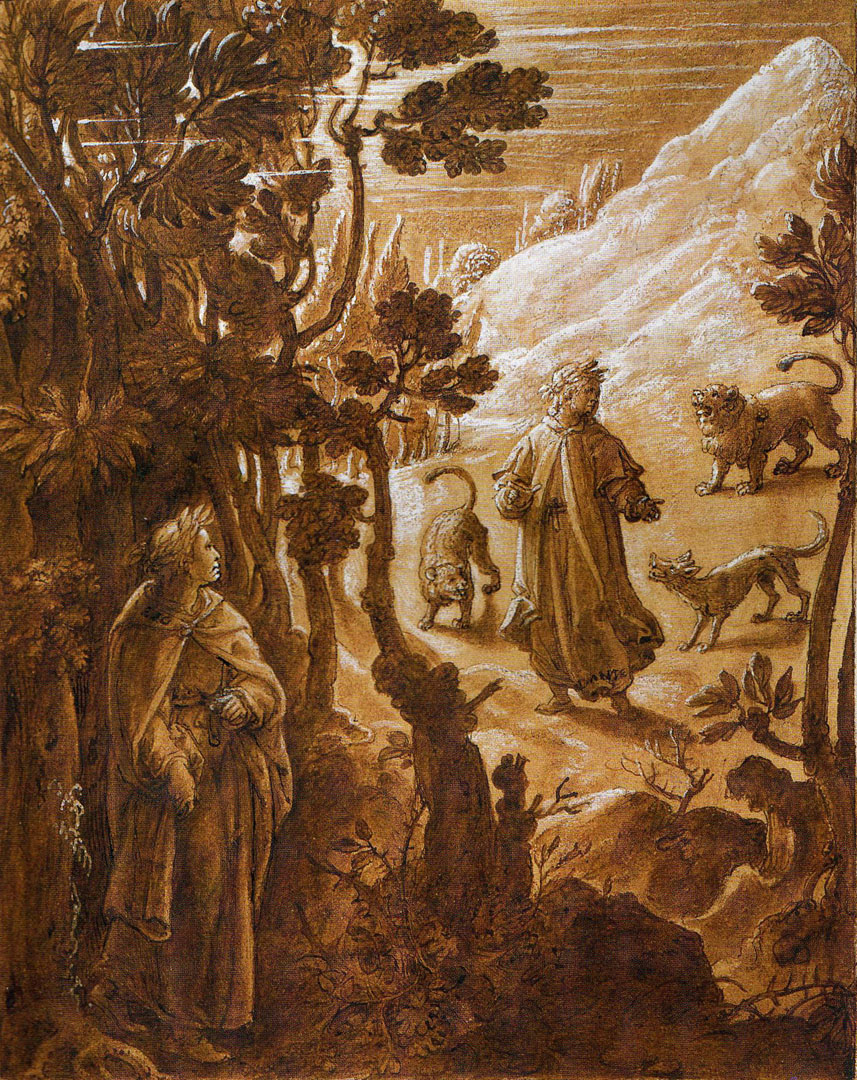
Primer Cant, Giovanni Stradano, 1587

Mentre que Dante no sols tira enrere, sinó que cau rodolant cap a la selva pecaminosa, de sobte vet aquí una altra aparició del no-res en aquest cant: algú que sembla fosc per haver estat molt de temps en silenci (algú com afeblit per silencis molt llargs amb oximoron es veurà aviat que representa la Raó per molt temps inactiva), es manifesta als ulls de Dante i el poeta es dirigeix a ell espantat demanant-li misericòrdia, sigui ombra, és a dir ànima morta, o home cert, és a dir viu .
Immediatament la figura respon: (parafrasi) "No sóc home, home vaig ser"; i com per presentar una targeta de visita especifica diu que els seus pares eren de Llombardia, de fet de Màntua; i que va néixer sub Julio, que és l'època de Juli Cèsar, encara que no el va veure (vaig nàixer massa tard), i va viure sota el bon "August" al temps dels déus falsos i mentiders, o sigui el del paganisme. "Vaig ser poeta, i vaig cantar el just fill d'Anquises, el que vingué de Troia després que la superba Ílion (un altre nom de Troia) fou cremada" està parlant d'Enees i l' "Eneida". S'ha de tenir en compte un anacronisme de Dante: en el temps en què va viure Virgili, la Llombardia no tenia aquest nom, que ve de la població bàrbara dels longobards; i, per tant, el mateix Virgili no hauria de dir que els seus pares "eren llombards".
Després fa una pregunta directament a Dante: "I tu, per què tornes a aquesta angoixa? (Entès angoixa com a dolor o l'ansietat) / per què no puges la dolça muntanya,/ causa i principi de tota alegria?".
Dante ha reconegut al seu mestre i el crida pel seu nom, una mica avergonyit per la seva importància: (paràfrasi)" Ets tu, potser, Virgili, aquella font des d'on s'estén l'ample riu de la llengua?... Honor i llum de tots els altres poetes valga’m el llarg estudi, el gran amor, que em feia aprofundir en els teus llibres. Tu ets el meu mestre i ets el meu autor (autoritat), només de tu és de qui jo vaig traure el bell estil (poètic) que em dona tant d'honor”. En la comèdia, Virgili és l'al·legoria de la raó.
Després d'haver-se aconsellat (recomanat) tan animadament, Dante li demana que com a savi famós, si el pot ajudar amb aquella bèstia que l'ha fet tornar enrere i que li fa tremolar les venes i la sang. Virgili indica llavors a Dante, que ha començat a plorar, que ha d'iniciar un altre viatge per sortir d'aquell lloc, perquè la lloba no deixa passar ningú, si no més aviat arriba a matar aquell que tracta de passar per causa de la seva naturalesa maligna: mai no satisfà l'ànsia i la fam, fins i tot després de menjar té més gana que abans i s'aparella amb molts altres animals (amb molts altres vicis). El fet que Dante anomeni a aquest animal, lloba i no llop podria ser indicatiu de què potser volia al·ludir a la lloba capitolina, és a dir a Roma, la seu del papat corrupte. Dante tria com a guia Virgili per diverses raons:
PrimeraEn la quarta de les "Bucòliques" havia cantat el naixement d'un nen ("puer") que portaria de nou l'edat d'or al món, segons la interpretació en clau al·legòrica clàssica vigent en l'edat mitjana, Virgili va ser considerat un esperit profètic per haver anunciat el naixement de Crist, tot i que el poeta romà va parlar en realitat del fill de Gai Asini Pol·lió;
SegonaVirgili en l'edat mitjana és considerat el símbol de la raó que encara no ha conegut la plenitud de la "revelació cristiana". Per tant, és capaç de dur Dante per l'Infern i el Purgatori, però no pel Paradís (serà necessària Beatriu- "teologia");
TerceraVirgili havia celebrat l'imperi d'August, arquetip i realització providencial de l'ideal de l'imperi universal que Dante havia elogiat a "De Monarchia" com la solució a la decadència moral i política d'Itàlia i Europa (Dante lamentava el fet que, després de Frederic II del Sacre Imperi Romanogermànic, a Itàlia estigués absent la figura imperial);
QuartaVirgili havia narrat el descens d'Enees als inferns i, per tant, seria un excel·lent mestre en el viatge als regnes del més enllà (el mateix Dante en el segon cant de l'Infern se sumarà al grup de personatges il·lustres que van baixar a l'infern segons la tradició, que són: Enees i Sant Pau apòstol). Segons la tradició, i com menciona l'Eneida, hi ha altres éssers mitològics o literaris que també van baixar a l'infern estant vius: Orfeu, Pòl·lux, Teseu i Hèrcules.

### Profecia del llebrer - vv. 100-111

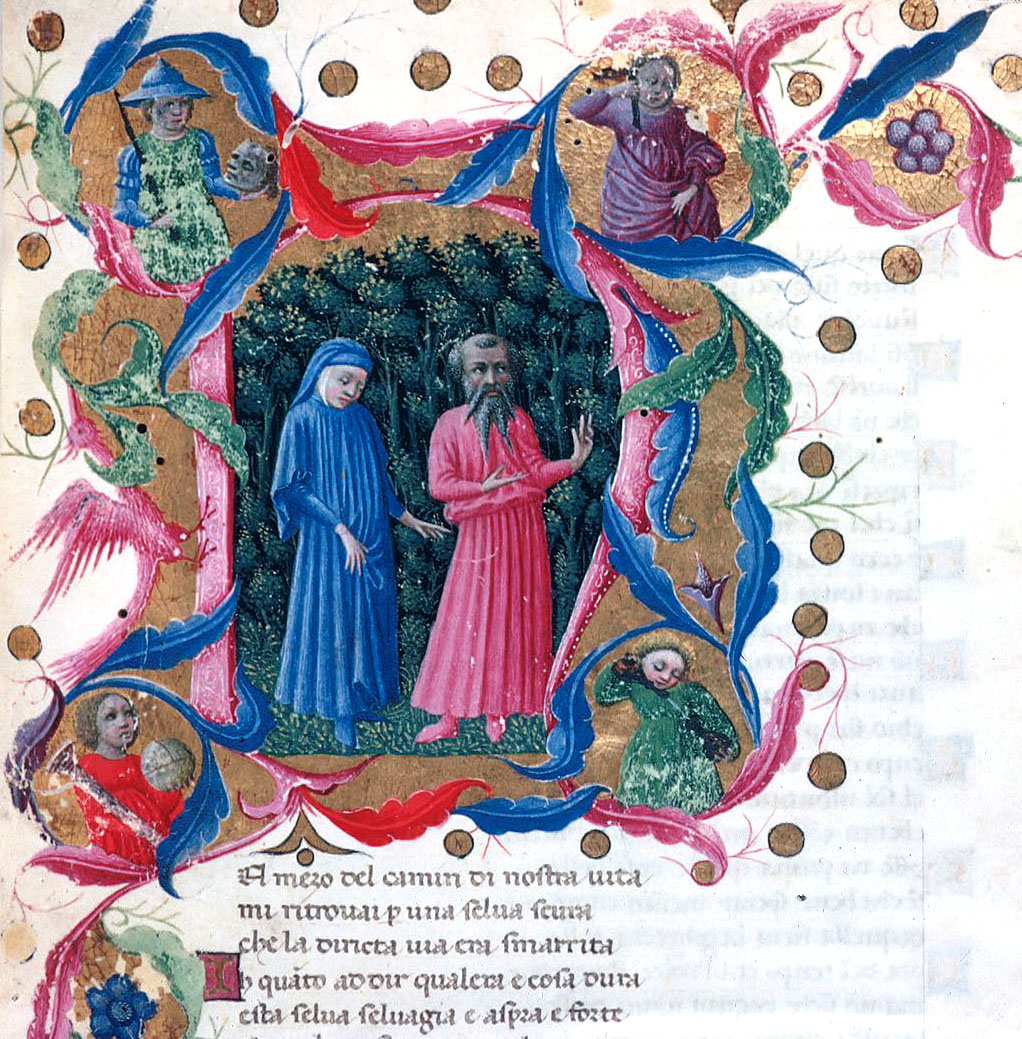
Dante i Virgili, Codi de la Biblioteca Britànica, il·luminat per Priamo della Quercia (segle XV)

Virgili estava dient llavors que la lloba viurà tranquil·la fins que el "llebrer" / vindrà i la matarà sense pietat.
El llebrer, en el llenguatge tècnic de caça, és un terme que designa un gos de caça (comparar l'ús per exemple en Infern, XIII v 126.): Així Dante segueix amb les al·legories d'animals i explica que un gos de caça finalment farà morir dolorosament aquesta lloba de la cobdícia, perseguint-la (tercet en els vv. 109-111) de ciutat en ciutat (l'autor fa servir la paraula italiana villa que, aquí és un gal·licisme), fins que de nou la tanqui dins l'infern ("rimessa") d'on el primer envejós ("Llucifer", l'àngel rebel) la va fer sortir. vv 111. d'on al principi la tragué l'enveja: segons una altra interpretació filològica "prima" significa: la primera vegada, en el moment del pecat original d'Eva. L'absència de l'article fa aquesta suposició més realista que la que identifica a Llucifer com: invidia prima "la primera enveja o el primer envejós".
Sobre qui o què simbolitza aquest llebrer ningú ha estat capaç de donar una explicació segura i unívoca i, de fet, aquest és un dels més famosos misteris del poema. Dos tercets descriuen aquest llebrer com el salvador que no s'alimentarà ni de les terres, ni dels diners (peltro, és el metall de la moneda), sinó de la saviesa, l'amor i la virtut; "el seu país estarà entre feltre i feltre"; i serà la salvació d'aquella humil Itàlia per la qual van morir de ferides la verge Camil·la, Euríal, Turnus i "Nisos.
A banda dels dos últims versos que citen l'Eneida, el significat dels atributs del llebrer no és clar: el menjar del gos són les virtuts espirituals que simbolitzen la Trinitat i que podria fer referència a un personatge particular seglar o religiós, o a una entitat present o futura. El seu naixement estarà entre feltre i feltre o sigui entre robes humils o entre túniques monacals, o entre el feltre que s'utilitzava per folrar les urnes per a les eleccions dels jutges? O potser en sentit geogràfic entre Feltre i Montefeltro, al·ludint potser a Cangrande della Scala el territori del qual s'estenia més o menys entre aquests dos llocs? O Enric VII d'Alemanya o Uguccione della Faggiola? O el retorn de Crist?
La pregunta probablement mai serà revelada perquè Dante aquí utilitza un llenguatge particularment críptic fins i tot perquè entre les moltes profecies de la Comèdia aquesta és l'única "veritable", que no consistís en un esdeveniment ja fet realitat en el moment en què Dante va escriure el text. Les doctrines profètiques en el temps de Dante s'estaven estenent. En particular, es recorden les del monjo calabrès Gioacchino da Fiore.

### El viatge a l'inframon - vv. 112-136
Continuant la resposta de Virgili a preguntes de Dante, el poeta romà en aquest punt aconsella a Dante que el segueixi en un viatge dirigit per ell per llocs eterns (el regne de l'inframon, on tot és etern, a diferència de la fugacitat del món dels vius): a l'Infern sentirà els crits desesperats i veurà els antics esperits desconsolats reclamant la segona mort (l'aniquilació total per aturar el seu sofriment); al Purgatori veurà els que estan contents amb els seus càstigs, perquè esperen afegir-se més endavant als habitants del cel; al Paradís, si hi va a pujar, hi haurà una ànima més digna que ell per acompanyar-lo, ja que l'emperador dels cels (Déu) no vol que Virgili passi per la seva ciutat perquè no és cristià i no va seguir la seva llei. De fet Déu, continua Virgili, regna a tot arreu (en el llenguatge jurídic "té jurisdicció"), però allí governa ("reina directament") al Paradís és benaurat el que és triat per anar-hi (Feliç aquell que hi va com elegit!).
Dante respon que ell està d'acord amb la descripció donada de Déu (Poeta, jo et demane) i per escapar de la maldat de la selva o encara pitjor, de la condemnació, accepta fer el viatge - peregrinació, de manera que pugui veure la porta de Sant Pere i aquells que Virgili escriu tan tristament, és a dir els condemnats. Llavors Virgili començà a caminar i Dante el segueix (i jo darrere).